# Indian Premier League
La Indian Premier League (IPL) è una lega professionistica di cricket Twenty20 con sede in India.

## Torneo
È considerata come il miglior torneo al mondo di Twenty20 (una forma ristretta del cricket tradizionale) ed è l'unica lega mondiale che qualifica quattro squadre direttamente alla Champions League. Vi partecipano molti tra i giocatori migliori in circolazione attirati anche dai ricchi premi in denaro che ne fanno la lega più ricca nel panorama mondiale del cricket professionale.
Ideata e supervisionata dal Board of Control for Cricket in India (BCCI), conta attualmente otto squadre.

## Squadre

### Attuali
| Squadra                        | Città     | Proprietà                 | Capitano         | Allenatore           |
| ------------------------------ | --------- | ------------------------- | ---------------- | -------------------- |
| Delhi Daredevils               | New Delhi | GMR Group                 | Virender Sehwag  | Eric Simons          |
| Kings XI Punjab                | Mohali    | Ness Wadia e Preity Zinta | David Hussey     | Michael Bevan        |
| Kolkata Knight Riders          | Kolkata   | Shah Rukh Khan            | Gautam Gambhir   | Trevor Bayliss       |
| Mumbai Indians                 | Mumbai    | Mukesh Ambani             | Harbhajan Singh  | Robin Singh          |
| Royal Challengers Bangalore    | Bangalore | Vijay Mallya              | Daniel Vettori   | Ray Jennings         |
| Sunrisers Hyderabad            | Hyderabad | Sun TV                    | Kumar Sangakkara | Tom Moody            |
| Rising Pune Supergiants        | Pune      | Sanjiv Goenka             | Stephen Fleming  | Mahendra Singh Dhoni |
| Template:Cricket Gujarat Lions | Rajkot    | Intex Technology          | Brad Hodge       | Suresh Raina         |

### Sospese
| Squadra             | Città   | Proprietà          |
| ------------------- | ------- | ------------------ |
| Chennai Super Kings | Chennai | Gurunath Meiyappan |
| Rajasthan Royals    | Jaipur  | Lachlan Murdoch    |

### Ex Squadre
| Squadra              | Città     | Proprietà                 |
| -------------------- | --------- | ------------------------- |
| Deccan Chargers      | Hyderabad | Deccan Chronicle          |
| Kochi Tuskers Kerala | Kochi     | Kochi Cricket Private Ltd |
| Pune Warriors India  | Pune      | Sahara India Pariwar      |

## Regole di formazione
Ogni squadra deve avere nel roster:
- Almeno 16 giocatori, un allenatore ed un fisioterapista.
- Non più di 11 giocatori stranieri e non possono esserci più di 4 stranieri in campo contemporaneamente.
- Un minimo di 14 giocatori indiani devono essere nella rosa.
- Almeno 6 giocatori devono provenire dalle formazioni under 22 della BCCI.

## Risultati Finali
| Anno | Nazione Ospitante | Finale                              | Finale                                  | Finale                        | Finale                                      | Squadre |   |
| Anno | Nazione Ospitante | Stadio                              | Vincitore                               | Risultato                     | 2º classificato                             | Squadre |   |
| ---- | ----------------- | ----------------------------------- | --------------------------------------- | ----------------------------- | ------------------------------------------- | ------- | - |
| 2008 | India             | DY Patil Stadium, Navi Mumbai       | Rajasthan Royals 164-7 (20 over)        | Vince per 3 wickets Tabellino | Chennai Super Kings 163-5 (20 over)         | 8       | 8 |
| 2009 | Sudafrica         | New Wanderers Stadium, Johannesburg | Deccan Chargers 143-6 (20 over)         | Vince per 6 run Tabellino     | Royal Challengers Bangalore 137-9 (20 over) | 8       | 8 |
| 2010 | India             | DY Patil Stadium, Navi Mumbai       | Chennai Super Kings 168-5 (20 over)     | Vince per 22 run Tabellino    | Mumbai Indians 146-9 (20 over)              | 8       | 8 |
| 2011 | India             | MA Chidambaram Stadium, Chennai     | Chennai Super Kings 205-5 (20 over)     | Vince per 58 run Tabellino    | Royal Challengers Bangalore 147-8 (20 over) | 10      |   |
| 2012 | India             | MA Chidambaram Stadium, Chennai     | Kolkata Knight Riders 192-5 (19.4 over) | Vince per 5 wicket Tabellino  | Chennai Super Kings 190-3 (20 over)         | 9       | 9 |
| 2013 | India             | Eden Gardens, Kolkata               | Mumbai Indians 148-9 (20 over)          | Vince per 23 run Tabellino    | Chennai Super Kings 125-9 (20 over)         | 9       |   |
| 2014 | India             | M. Chinnaswamy Stadium, Bangalore   | Kolkata Knight Riders 200-7 (19.3 over) | Vince per 3 wicket Tabellino  | Kings XI Punjab 199-4 (20 over)             | 8       |   |
| 2015 | India             | Eden Gardens, Kolkata               | Mumbai Indians 202-5 (20 over)          | Vince per 41 run Tabellino    | Chennai Super Kings 161-8 (20 over)         | 8       |   |

## Premi in denaro
La IPL offre un totale di 25 crore di Rupie.
- Campioni: 10 crore di Rupie
- Finalisti: 7.5 crore di Rupie
- Terza posizione: 3.75 crore di Rupie
- Quarta posizione: 3.75 crore di Rupie
- Non sono previsti premi per le squadre dal quinto posto in poi.

## Sponsor
La più grande compagnia edilizia indiana (DLF Group) ha pagato l'equivalente di 50 milioni di dollari Usa per essere lo sponsor principale della lega dal 2008 al 2012.
Altre sponsorizzazioni provengono dalla Hero MotoCorp 22.5 milioni di dollari Usa, PepsiCo 12.5 milioni e Kingfisher 26.5 milioni.

## Profitti
L'agenzia di consulenza finanziaria britannica Brand Finance, ha stimato il valore totale della Ipl nel 2010 in 4.13 miliardi di dollari Usa.